# Nước chấm
Il nước chấm è una varietà di salse usate nella cucina vietnamita come condimento per accompagnare finger food, come gli involtini primavera, o altri piatti quali bánh cuốn, chả giò, bánh xèo, gỏi cuốn o cơm tấm.

## Preparazione e varianti

### Nước chấmclassici
La variante più diffusa è il nước mắm pha, a base di succo di limone (o limetta), salsa di pesce, zucchero e acqua calda. A questa vengono solitamente aggiunti aglio tritato, peperoncini thai tritati e spesso carote a listerelle. Una variante meno piccante prevede l'utilizzo di un solo peperoncino e di aceto di riso o di sidro.

### Variante vegetariana
In Vietnam si può preparare una salsa vegetariana che ricorda la nước chấm senza la salsa di pesce, e tra gli ingredienti aggiuntivi che aggiungano sapore si può utilizzare salsa di soia, vino di riso o sherry, citronella tritata, cannella in polvere, olio di arachidi, zucchero e sale, oltre all'aglio tritato.

### Versioni più piccanti in Laos e Thailandia
Una salsa più piccante e meno elaborata della Thailandia e del Laos, dove è chiamata rispettivamente nam pla phrik e jeow pa mak phet è composta da salsa di pesce e molti peperoncini; versioni più raffinate contengono anche succo di limetta e aglio e/o scalogno tritato.